# Модальный джаз
Модальный джаз (англ. modal jazz), также ладовый джаз, — направление в джазовой музыке, возникшее в 1960-х годах. В его основе лежит ладовый принцип импровизации, в отличие от тонального, более характерного для классической музыки и раннего джаза. В отличие от традиционного джаза, где основой для импровизации чаще всего являлась пентатоника, в модальном джазе активно используются лады — дорийский, фригийский, лидийский и другие звукоряды как европейского, так и неевропейского происхождения. В соответствии с этим в модальном джазе сложился особый тип импровизации: в качестве основы для импровизации выступает не гармония как таковая (многие пьесы содержат минимум аккордов), а лад. Такой подход сближает джаз с этнической музыкой (рага, мугам). Это направление представляют такие выдающиеся музыканты, как Телониус Монк, Майлз Дэвис, Джон Колтрейн, Джордж Рассел, Дон Черри.

## Технические особенности
Хотя сам термин идет от использования определенных ладов (или гамм) при создании соло, композиции или аккомпанементы модального джаза могут использовать одну или несколько из следующих техник:
— медленный гармонический ритм, где один аккорд может длиться от четырёх до шестнадцати (или больше) тактов;
— органный пункт (или педаль);
— отсутствие стандартной последовательности аккордов;
— мелодические интонации с использованием широких интервалов (квинта, кварта, сексты, септимы);
— политональность и полимодальность.

## История
Понимание модального джаза требует знания музыкальных ладов. В бибопе, так же как и в хард бопе, музыканты используют аккорды как основу для импровизации. В начале пьесы музыканты играют тему. Затем аккорды темы повторяются на протяжении всей композиции, пока солист играет импровизацию поверх повторяющейся прогрессии аккордов. К 1950-м годам импровизация на аккордах стала настолько доминирующей в джазе, что музыкантам на сессиях записи зачастую не давали ничего кроме листа с аккордами.
Мерсер Эллингтон рассказывал, что Хуан Тизол придумал знаменитую мелодию «Caravan» в 1936 году как результат его ранних лет учёбы в Пуэрто-Рико, где из-за нехватки нот учитель заставлял его играть мелодии задом наперед, после того как он выучит их в правильном виде. Эта «инверсная» техника и внесла модальное звучание, которое можно услышать во многих работах Тизола. К концу 1950-х годов благодаря экспериментам Джорджа Рассела музыканты стали всё чаще использовать модальный подход. Они предпочитали писать свои партии, основываясь не на обычной смене аккордов, а на использовании модальных гамм. Первыми эту технику освоили такие музыканты, как Майлз Дэвис, Фредди Хаббард, Билл Эванс, Херби Хэнкок и Уэйн Шортер.

## Теория
Для баса и фортепиано возможен сдвиг внутри лада, который диссонирует с основой аккорда (тоникой). К примеру, внутри ионийского лада До (C) ноты имеют следующую последовательность CDEFGAB, с До как основной нотой. Другие, не диатонические ноты, к примеру, Си-бемоль (B♭), диссонируют с ионийским ладом До, поэтому мало используются в немодальном джазе, когда обыгрывается этот аккорд. В модальном джазе эти ноты могут быть свободно использованы, и это открывает большую гармоническую гибкость и разнообразные гармонические возможности.
Среди знаковых композиций модального джаза можно выделить «So What» Майлза Дэвиса и «Impressions» Джона Колтрейна. Обе композиции следуют одной песенной форме AABA, с дорийским Ре для части А и модуляцией на полтона вверх, до Ми-бемоль для части B. Дорийский лад — это натуральная минорная гамма с повышенной шестой ступенью. Среди других композиций стоит отметить «Flamenco Sketches» Дэвиса, «Peace Piece» Билла Эванса и «Footprints» Шортера.
Аккомпанирующие инструменты не ограниченны стандартными аккордами как в бопе, а могут обыгрывать аккорды, основываясь на различных комбинациях лада.
Кроме того, музыкант может использовать различные пентатоники внутри гаммы (гамма До-мажор): До-мажор пентатоника, Фа-мажор пентатоника и Соль-мажор пентатоника (а так же связанные с ними минорные пентатоники Ля, Ре и Ми).

## Композиции
Майлз Дэвис записал одну из самых успешных джазовых пластинок, используя модальную основу. Альбом  Kind of Blue — это исследование возможностей модального джаза. Участие в записи принял Джон Колтрейн, который на протяжении 1960-х годов глубже всех вложился в развитие модальной импровизации. Другими участниками записи были альт-саксофонист Кэннонболл Эддерли, пианисты Билл Эванс и Уинтон Келли, басист Пол Чамберс и барабанщик Джимми Коубб. Причем Дэвис отмечал ключевую роль игры Била Эванса, бывшего участника ансамбля Джорджа Рассела, в переходе от хард-бопа к модальному джазу. Композиции «So What» и «All Blues» из альбома сегодня считаются стандартами современного джаза.
В то время как увлечение Дэвиса модальным джазом носило эпизодический характер, он включил несколько тем из Kind of Blue в репертуар своего «Second Great Quintet». Колтрейн, со своим классическим квинтетом, стал в авангарде развития модальной импровизации. Некоторые его альбомы первой половины 1960-х годов считаются определяющими для развития джаза в целом и особенно для модального джаза: Giant Steps, Live! at the Village Vanguard (1961), Crescent (1964), A Love Supreme (1964), и Meditations (1965). Композиции того времени, такие как «India», «Chasin' the Trane», «Crescent», «Impressions», а также стандарты, например «My Favorite Things» Ричарда Роджерса, в исполнении Колтрейна стали неотъемлемой частью джазового репертуара.
Колтрейновские успехи в модальной импровизации вырастили целое поколение саксофонистов (преимущественно тенор), которые продолжили развитие нового стиля (зачастую комбинируя его с джаз-фьюжн). Среди прочих здесь выделяются Майкл Брекер, Девид Либман, Стив Гроссман и Боб Берг.
Ещё одним новатором модального джаза был пианист Херби Хэнкок. Он известен своей работой в «Second Great Quintet» Майлза Девиса и, ещё до этого, несколькими сольными работами. Заглавная мелодия альбома «Maiden Voyage» 1965 года — один из самых известных примеров модального джаза: навязчиво повторяющиеся риффы в ритм-секции и ощущение поиска на протяжении всей композиции.
Предтечей модального джаза, чье влияние признавал Майлз Дэвис, был также виртуозный пианист Ахмад Джамал. В своих ранних записях Джамал использовал растянутые рифы (своеобразные остановки посреди мелодии для вставки зацикленного фрагмента), позволившие ему играть затяжные соло, опираясь на повторяющиеся фрагменты баса и ударных.

### На английском языке
- Ron Miller (2015). Modal Jazz Composition & Harmony, Vol. 1. Advance music GmbH., 142 pages. ISBN 978-0-2063-0304-4
- Ron Miller (2015). Modal Jazz Composition & Harmony, Vol. 2. Advance music GmbH.,  4 pages. ISBN 979-0-2063-0309-8